# التنخيل العشوائي في المغرب

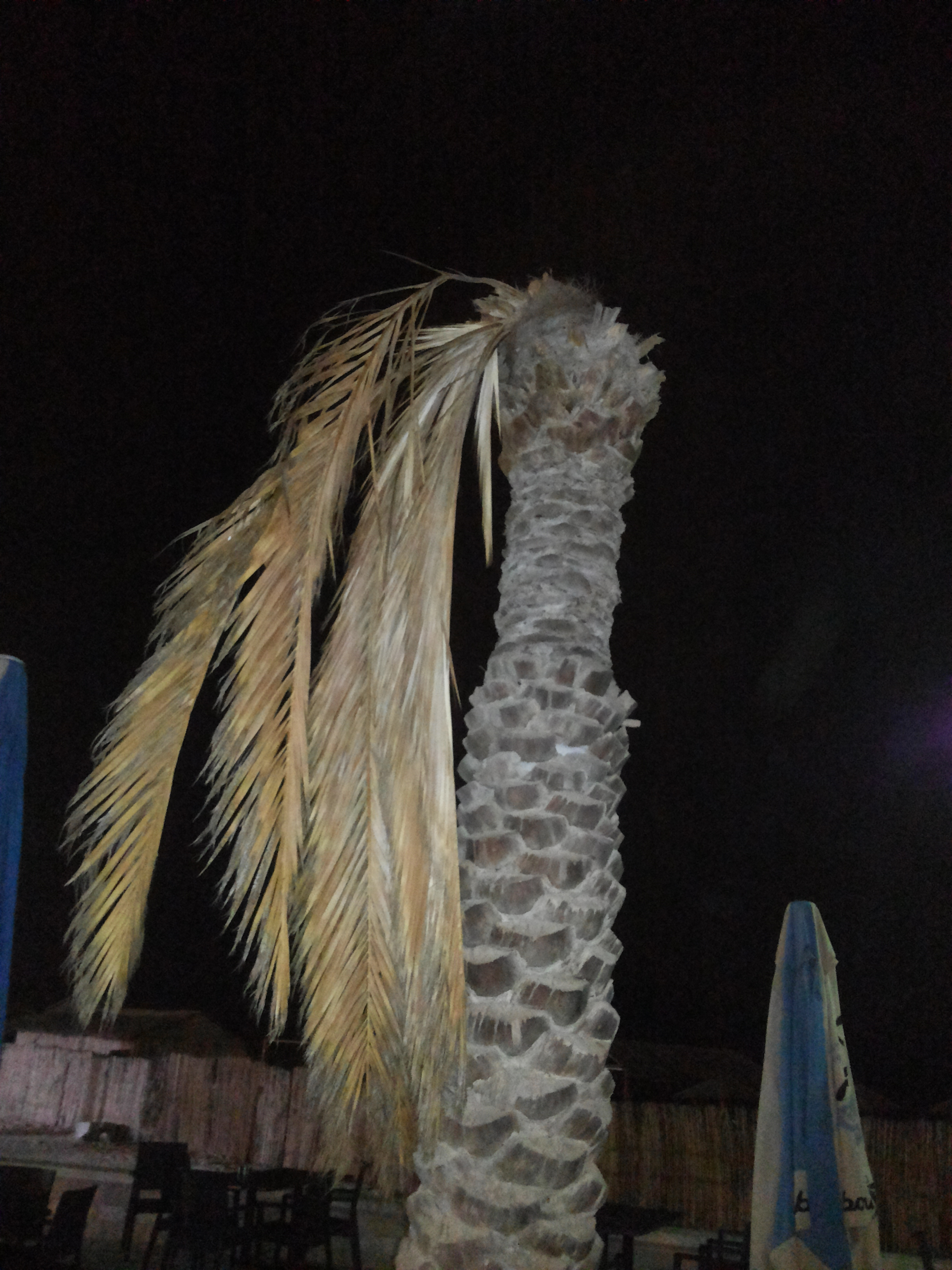

ظاهرة التنخيل العشوائي او الغرس العشوائي للنخيل في المدن المغربية، تشير إلى زراعة أشجار النخيل خاصة نوع (الواشنطونية) دون تخطيط بيئي مناسب في المدن والمناطق الحضرية. هذه الظاهرة أثارت جدلاً واسعاً بين النشطاء البيئيين والمجتمع المدني بسبب تأثيراتها السلبية على البيئة والمجتمع، خاصة في مدن (الفقيه بن صالح، الدار البيضاء، الجديدة ومراكش، أكادير...)
تشير دراسات عالمية، مثل دراسة "آثار التنخيل العشوائي على البيئات القاحلة" التي أجراها المعهد الدولي للبيئة والتنمية، إلى أن التنخيل العشوائي يمثل مخاطر جدية على البيئة في المغرب، من بينها زيادة معدلات التصحر والجفاف. تؤكد هذه الدراسات أن غرس أشجار النخيل بشكل غير مدروس يمكن أن يؤدي إلى تدهور الغطاء النباتي، مما يساهم في استنزاف الموارد المائية. هذا الاستنزاف يمكن أن يؤدي إلى تقليص التنوع البيولوجي، حيث تتعرض الأنواع النباتية والحيوانية لخطر الانقراض. كما أن غرس النخيل في بيئات غير ملائمة يمكن أن يؤدي إلى موت الأشجار وفقدانها، مما يزيد من تفاقم مشكلات التصحر ويؤثر سلباً على المناظر الطبيعية. إضافة إلى ذلك، فإن هذه الممارسات غير المستدامة تساهم في تغيير التوازن البيئي، مما ينعكس سلباً على الصحة البيئية للمناطق المتضررة. بالتالي، فإن التنخيل العشوائي ليس مجرد مشكلة جمالية، بل يمثل تهديداً كارثياً للاستدامة البيئية في المغرب. ويطالب نشطاء بتصنيف غزو النخيل جريمة بيئية

## الأسباب
تنشأ ظاهرة التنخيل العشوائي من عدة عوامل:
- الرغبة في تحسين المناظر الطبيعية: حيث تعتبر أشجار النخيل ذات طابع جمالي خاص، مثل
- نقص التخطيط البيئي: غياب استراتيجيات تشجير مستدامة.
- الرمزية الثقافية: ارتباط النخيل بالتراث والثقافة المحلية.[11][12]

## المخاطر البيئية
يرى نشطاء بيئيون أن غرس نخيل التزيين خارج بيئته، وإغراق شوارع المدن خاصة الساحلية بالنخيل، ينطوي على مخاطر بيئىية وصحية على الانسان، كالاكتئاب، و ارتفاع ثاني أوكسيد الكاربون، ومشاكل مرتبطة بالتنفس وإنتفاخ الإمعاء،  لا تؤدي أشجار النخيل نفس الدور البيئي للأشجار العريضة الأوراق في امتصاص ثاني أكسيد الكربون، وتثبيت الغبار، وتوفير الظل. وتعتبر أشجار مثل "الألبيزيا" أكثر فاعلية في هذه الجوانب. وقرر رئيس جماعة شيشاوة، "المنع الكلي لغرس النخلة الرومية من نوع الوشنطونية أو الفينيكس الكناري  وبريتشارديا على جنبات الشوارع وكل الفضاءات العامة والخضراء، مع اعتماد الجماعة مخطط منظري ذكي وإيكولوجي مرافق بميثاق إيكولوجي للإقليم وبمنهجية تدبير وصيانة الفضاءات الخضراء الموجودة".
1. تشويه الطابع البيئي للمدن: يؤدي غرس النخيل العشوائي إلى فقدان المدن لهويتها البيئية والبصرية، حيث تصبح المدن متشابهة ومنسوخة، مما يضر بالصحة النفسية للسكان ويقلل من جاذبية السياحة.[17]
2. عدم التأقلم مع المناخ : تعاني بعض أنواع النخيل، مثل النخيل الكاليفورني، من صعوبة في التأقلم مع المناخ الساحلي في مدن مثل الدار البيضاء، مما يؤدي إلى ذبولها وموتها.[15]

## المخاطر الاقتصادية
- التكاليف العالية: تعتبر زراعة وصيانة أشجار النخيل مكلفة للغاية، مما يزيد من الأعباء المالية على ميزانيات البلديات.[14][17]
- محدودية الفائدة الاقتصادية: بالرغم من الفوائد الجمالية للنخيل، إلا أن الفوائد الاقتصادية والبيئية لأنواع أخرى من الأشجار تعتبر أكبر بكثير.

## الحلول المقترحة
أطلقت حركة "مغرب البيئة 2050" حملة في سنة 2021 للمطالبة بوقف غرس النخيل الرومي في المدن المغربية، في إطار الجهود المبذولة لتعزيز الاستدامة البيئية والحفاظ على التنوع النباتي بالمملكة، وتقترح تبني مجموعة من الحلول
- خطط تشجير مستدامة: بحيث ينبغي على البلديات وضع استراتيجيات تشجير تراعي الظروف المناخية المحلية وتستخدم أنواع الأشجار المناسبة.
- تعزيز التوعية البيئية: نشر الوعي بين المواطنين والمسؤولين حول أهمية اختيار أنواع الأشجار التي تقدم فوائد بيئية متعددة وتحافظ على الهوية البيئية للمدن
- إجراء دراسات بيئية: قبل تنفيذ مشاريع التشجير، يجب إجراء دراسات بيئية شاملة لضمان توافق الأنواع المزروعة مع المناخ المحلي ومتطلبات البيئة.[19][20]

## انظر ايضا
- البيئة في المغرب
- الغطاء النباتي للمغرب
- تغير المناخ في المغرب
- الاستدامة والإدارة البيئية
- تخطيط المناظر الطبيعية